# Syðrugøta
Syðrugøta (duń. Sydregøte, wym. ˈsiːɹʊˌgøːta) – miejscowość na Wyspach Owczych, archipelagu wysp wulkanicznych na Morzu Norweskim, administracyjnie stanowiących terytorium zależne Danii. Wieś znajduje się na wyspie Eysturoy w gminie Eysturkommuna. Gøta z języka farerskiego oznacza Ulicę, a termin ten związany jest z kilkoma miejscowościami leżącymi nieopodal siebie: Norðragøta, Gøtugjógv oraz Gøtueiði. Syðrugøta tłumaczona jest, jako Gøta Południowa.

## Położenie
Syðrugøta leży w południowej części pasa miejscowości rozciągającego się wzdłuż zachodniego wybrzeża zatoki Gøtuvík. Na zachód od miejscowości znajduje się wzniesienie Knyklarnir (294 m n.p.m.), a na południu Støðlafjall (517 m n.p.m.). Przez znajdującą się między nimi przełęcz poprowadzono drogę numer 10, która łączy Norðskáli z Klaksvík. Na północ od miejscowości znajduje się rozpadlina Gøtugjógv, od której nazwę zaczerpnęła leżąca tam miejscowość. We wsi znajduje się niewielka plaża.

## Informacje ogólne

### Populacja
W 1985 roku miejscowość zamieszkiwało 368 osób, a ich liczba rosła, w 1987 osiągając poziom 380 mieszkańców. Później nastąpił spadek populacji - w 1988 żyło tam 375 ludzi, w 1992 363, a w 1997 340. Sytuacja zaczęła się zmieniać pod koniec lat 90. XX wieku, kiedy Wyspy Owcze wyszły z kryzysu gospodarczego. W 1998 zamieszkiwało tam 353 osoby, w 2003 403, a w 2010 426. Następnie ponownie nastąpił ubytek populacji do 417 mieszkańców w 2011 i 402 w 2013. W ostatnich latach obserwuje się przyrost liczby ludności.
1 stycznia 2016 roku liczbę mieszkańców Syðrugøta szacowano na 433 osoby. Większość z nich stanowili mężczyźni - współczynnik feminizacji wynosił 85 na 100 mężczyzn. Społeczeństwo jest stosunkowo młode, około 29% stanowią osoby, które nie przekroczyły osiemnastego roku życia. W tej grupie wiekowej także występuje najbardziej widoczna maskulinizacja społeczeństwa, gdyż na 78 mężczyzn przypada 47 kobiet. Osoby w wieku poprodukcyjnym stanowiły w Syðrugøta ok. 12,2% populacji.

### Transport
W okolicy Syðrugøta znajduje się przystanek autobusowy państwowego przedsiębiorstwa transportowego Strandfaraskip Landsins zwany Gøtudalur. Przejeżdżają tamtędy autobusy linii 400 i 410. Pierwsza z nich łączy dwie największe miejscowości archipelagu - Klaksvík i Tórshavn, przejeżdżając także przez Leirvík, Søldafjørður, Skálabotnur, Oyrarbakki i Kollafjørður. Druga rozpoczyna swój bieg w Fuglafjørður, a następnie przejeżdża przez Kambsdalur, Gøtudalur, Leirvík i kończy bieg w Klaksvík.

## Historia
Wykopaliska archeologiczne przeprowadzone w obrębie Syðrugøta świadczą o wikińskim osadnictwie w tamtym regionie. Odnaleziono między innymi ślady starego kościoła, położonego w pobliżu linii brzegowej. Według legendy wspomniany kościół przeniesiono do Norðragøta z powodu popełnienia przestępstwa przez jednego z mieszkańców wsi. Miejscowość początkowo składała się z dwóch mniejszych gospodarstw, stanowiących osobne wsie, jednak z biegiem lat połączyły się one w jedno. Przez wiele lat do określenia wszystkich gospodarstw w tamtym regionie używano wspólnej nazwy Gøta, a najwcześniejsze źródło pisane, wspominające o Syðrugøta, jako o osobnej miejscowości pochodzi z roku 1584.
W 1985 roku w Syðrugøta założono przedsiębiorstwo Varðin í Gøtu. Jest to obecnie jedno z największych przedsiębiorstw na archipelagu, zrzeszające kilka mniejszych firm, które łącznie zatrudniają ponad 350 osób. Zajmuje się ono przetwórstwem rybnym i posiada kilka dużych statków rybackich, trawlerów jak Tróndur í Gøtu, Finnur Fríði, Jupiter oraz Saksaberg.
W miejscowości działa także firma Tøting, produkująca ubrania z farerskiej wełny. W dziewiarni otworzono kawiarnię połączoną ze sklepem.

## Kultura
W Syðrugøta od 2002 roku odbywa się festiwal muzyczny G! Festival. Założyli go dwaj okoliczni mieszkańcy - Sólarn Solmunde oraz Jón Tyril. W roku 2007 uczestniczyło w nim od 7 do 8 tysięcy ludzi. Od tamtego roku festiwal współpracuje z Iceland Airwaves - co roku jeden z wykonawców G! występuje również na Iceland Airwaves i odwrotnie. Na festiwalu zagrali między innymi: Afenginn, Arch Enemy, Eivør Pálsdóttir, Europe, Infernal, Kaizers Orchestra, Lisa Ekdahl, Meshuggah, Natasha Bedingfield, Nephew, Týr oraz Valravn.

## Urodzeni w Syðrugøta
- Jørgen Thomsen (ur. 1927, zm. 1995) - polityk, członek Javnaðarflokkurin.

- Sámal Petur í Grund (ur. 26 lipca 1958 roku) - początkowo polityk Sjálvstýrisflokkurin, później Framsókn.

- Eivør Pálsdóttir (ur. 21 lipca 1983 roku) - wokalistka. Od 1999 roku prowadzi karierę solową, podczas której wydała osiem albumów. W 2003 roku zdobyła Islandzką Nagrodę Muzyczną w dwóch kategoriach - najlepsza piosenkarka oraz najlepszy artysta[17]. Od 2010 roku artystka odeszła nieco od folkowego brzmienia na rzecz muzyki eksperymentalnej[18].

- Elspa Mørkøre (ur. 22 października 1991 roku) - pływaczka, ogłoszona Najlepszym Sportowcem w kategorii żeńskiej w roku 2005[19]. Jako pierwsza kobieta na Wyspach Owczych pokonała dystans 100 metrów w czasie krótszym niż minuta[19].